# Hanshin-lijn
De Hanshin-lijn  (阪神電気鉄道本線; Hanshin-sen) is een spoorlijn tussen Kobe en Ōsaka in de prefecturen Hyōgo en Ōsaka, Japan. De lijn maakt deel uit van het netwerk van Hanshin in de regio Osaka-Kobe-Kioto en is de Hoofdlijn van Hanshin.
Het gedeelt tussen Nishi-Motomachi en Nishidai heet officieel de Kobe Kosoku-lijn.

## Geschiedenis
De lijn werd geopend op 2 april 1905 door Hanshin, het is een van de oudste voorstads spoorlijnen van Japan.
In 1940 kreeg de lijn een concurrent door de  Hanshin Kyuko Railway (Nu Hankyu) Kobe Hoofdlijn.
In 1968 begon de Kōbe Rapid Transit Railway de Tozai-lijn en Hanshin begon over deze lijn en de Sanyo Hoofdlijn te rijden naar station Sumaura-Kōen
Vanaf 2001 reden intercity-treinen door naar station Sanyo Himeji.

## Treindiensten
- Chokutsū Tokkyū (直通特急, intercity) rijdt van Umeda naar Sanyō Himeji via de Sanyo-Hoofdlijn van de Sanyo Electric Railway.
- Tokkyū (特急, intercity) rijdt vanaf Osaka Uehommachi tot aan Kintetsu Nagoya, Matsusaka, Toba of Kashikojima.
- Kaisoku Kyūkō (快速急行, sneltrein) rijdt Shinkaichi naar Nara via de Hanshin Namba-lijn en de Kintetsu Nara-lijn.
- Kukan Kyūkō (区間急行, sneltrein) rijdt alleen 's morgens van Kōshien naar Umeda.
- Kyūkō (急行, sneltrein) rijdt tussen Umeda en Nishinomiya of Amagasaki.
- Futsu (普通, stoptrein) stopt op elk station.

## Stations
| Station                   | Japans               | Verbindingen | Wijk             | Stad        | Prefectuur |
| ------------------------- | -------------------- | --- | ---------------- | ----------- | ---------- |
| Umeda                     | 梅田                 | Hankyu: Kobe-lijn, Kioto-lijn, Takarazuka-lijn Metro van Osaka: Midosuji-lijn                                      | Kita-ku          | Ōsaka       | Ōsaka      |
| Fukushima                 | 福島                 | JR West: Osaka-ringlijn                                                                                            | Fukushima-ku     | Ōsaka       | Ōsaka      |
| Noda                      | 野田                 | | Fukushima-ku     | Ōsaka       | Ōsaka      |
| Yodogawa                  | 淀川                 | | Fukushima-ku     | Ōsaka       | Ōsaka      |
| Himejima                  | 姫島                 | | Nishiyodogawa-ku | Ōsaka       | Ōsaka      |
| Chibune                   | 千船                 | | Nishiyodogawa-ku | Ōsaka       | Ōsaka      |
| Kuise                     | 杭瀬                 | | Amagasaki        | Amagasaki   | Hyogo      |
| Daimotsu                  | 大物                 | Hanshin: Namba-lijn                                                                                                | Amagasaki        | Amagasaki   | Hyogo      |
| Amagasaki                 | 尼崎                 | | Amagasaki        | Amagasaki   | Hyogo      |
| Deyashiki                 | 出屋敷               | | Amagasaki        | Amagasaki   | Hyogo      |
| Amagasaki Center Pool-mae | 尼崎センタープール前 | | Amagasaki        | Amagasaki   | Hyogo      |
| Mukogawa                  | 武庫川               | Hanshin: Mukogawa-lijn                                                                                             | Amagasaki        | Amagasaki   | Hyogo      |
| Naruo                     | 鳴尾                 | | Nishinomiya      | Nishinomiya | Hyogo      |
| Kōshien                   | 甲子園               | | Nishinomiya      | Nishinomiya | Hyogo      |
| Kusugawa                  | 久寿川               | | Nishinomiya      | Nishinomiya | Hyogo      |
| Imazu                     | 今津                 | Hankyu: Imazu-lijn                                                                                                 | Nishinomiya      | Nishinomiya | Hyogo      |
| Nishinomiya               | 西宮                 | | Nishinomiya      | Nishinomiya | Hyogo      |
| Kōroen                    | 香櫨園               | | Nishinomiya      | Nishinomiya | Hyogo      |
| Uchide                    | 打出                 | | Nishinomiya      | Nishinomiya | Hyogo      |
| Ashiya                    | 芦屋                 | | Nishinomiya      | Nishinomiya | Hyogo      |
| Fukae                     | 深江                 | | Higashinada-ku   | Kobe        | Hyogo      |
| Ōgi                       | 青木                 | | Higashinada-ku   | Kobe        | Hyogo      |
| Uozaki                    | 魚崎                 | Kobe New Transit: Rokko Liner                                                                                      | Higashinada-ku   | Kobe        | Hyogo      |
| Sumiyoshi                 | 住吉                 | | Higashinada-ku   | Kobe        | Hyogo      |
| Mikage                    | 御影                 | | Higashinada-ku   | Kobe        | Hyogo      |
| Ishiyagawa                | 石屋川               | | Higashinada-ku   | Kobe        | Hyogo      |
| Shinzaike                 | 新在家               | | Nada-ku          | Kobe        | Hyogo      |
| Ōishi                     | 大石                 | | Nada-ku          | Kobe        | Hyogo      |
| Nishinada                 | 西灘                 | | Nada-ku          | Kobe        | Hyogo      |
| Iwaya                     | 岩屋                 | | Nada-ku          | Kobe        | Hyogo      |
| Kasuganomichi             | 春日野道             | | Chūō-ku          | Kobe        | Hyogo      |
| Kobe-Sannomiya            | 神戸三宮             | JR West: Tokaido-lijn/Kobe-lijn Hankyu: Kobe-lijn Metro van Kobe: Seishin-Yamate-lijn Kobe New Transit: Port-Liner | Chūō-ku          | Kobe        | Hyogo      |
| Motomachi                 | 元町                 | | Chūō-ku          | Kobe        | Hyogo      |
| Kobe Kosoku-lijn          |                      | |                  |             |            |
| Nishi-Motomachi           | 西元町               | | Kita-ku          | Kobe        | Hyogo      |
| Kōsoku Kōbe               | 高速神戸             | Hankyu: Kobe-lijn                                                                                                  | Kita-ku          | Kobe        | Hyogo      |
| Shinkaichi                | 新開地               | Shintetsu: Arima-lijn, Sanda-lijn, Ao-lijn                                                                         | Hyōgo-ku         | Kobe        | Hyogo      |
| Daikai                    | 大開                 | | Hyōgo-ku         | Kobe        | Hyogo      |
| Kōsoku Nagata             | 高速長田             | Metro van Kobe: Seishin-Yamate-lijn (station Nagata (Nagatajinja-mae)                                              | Nagata-ku        | Kobe        | Hyogo      |
| Nishidai                  | 西代                 | Sanyo: Sanyo Hoofdlijn                                                                                             | Nagata-ku        | Kobe        | Hyogo      |